# Embata parasitica
Embata parasitica is een raderdiertjessoort uit de familie Philodinidae. De wetenschappelijke naam van deze soort is voor het eerst geldig gepubliceerd in 1863 door Giglioli.